# Nuri Bilge Ceylan
Pour les articles homonymes, voir Ceylan (homonymie).

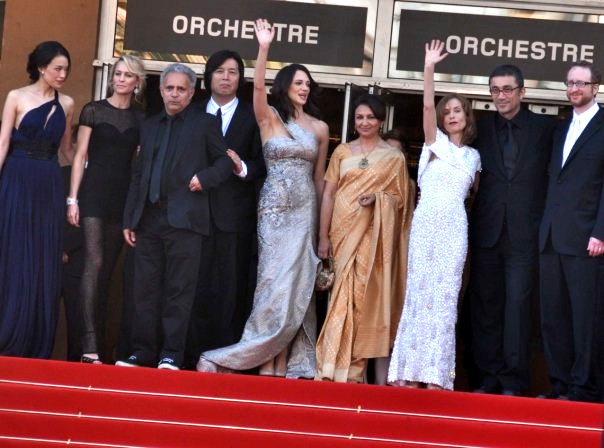
Jury Cannes 2009
de gauche à droite : Shu Qi, Robin Wright, Hanif Kureishi, Lee Chang-dong, Asia Argento, Sharmila Tagore, Isabelle Huppert, Nuri Bilge Ceylan, James Gray

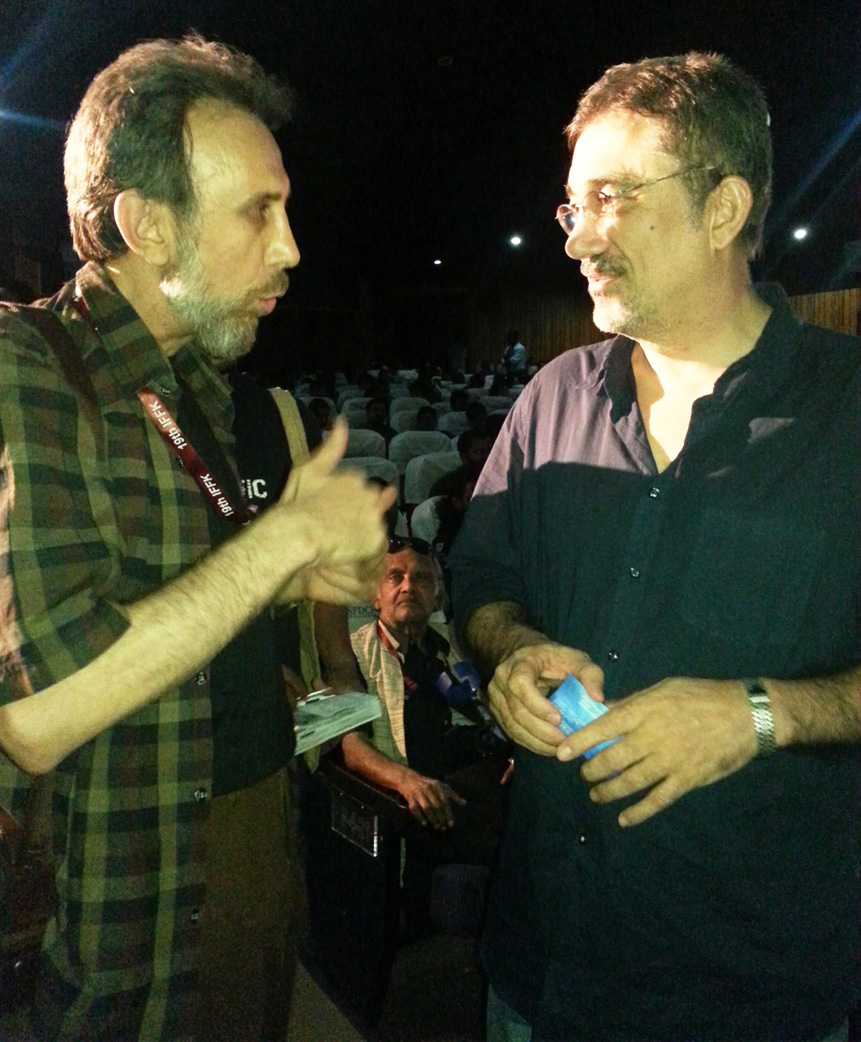
Le réalisateur iranien Hossein Shahabi & Nuri Bilge Ceylan

Nuri Bilge Ceylan, né le 26 janvier 1959 à Istanbul, est un cinéaste et photographe turc.

## Biographie
Il est diplômé de l'université du Bosphore en ingénierie électrique et poursuit ensuite des études de cinéma à l'université des beaux-arts Mimar-Sinan. Son court métrage Koza concourt pour la Palme d'or du court métrage au Festival de Cannes 1995. Il obtient ensuite plusieurs récompenses pour son premier long métrage, Kasaba, sorti en 1998.
Nuages de mai est sélectionné en compétition à la Berlinale 2000. Uzak (Lointain en français) obtient le Grand Prix du jury et le Prix d'interprétation masculine pour ses deux comédiens principaux au Festival de Cannes 2003. Les Climats entre dans la compétition du Festival de Cannes 2006 et se voit décerner le Prix FIPRESCI. Les Trois Singes vaut ensuite à Ceylan le Prix de la mise en scène cannois en 2008 et Il était une fois en Anatolie lui apporte un nouveau Grand Prix en 2011. 
En 2014, il reçoit la Palme d'or pour Winter Sleep (Kış Uykusu). Ceylan est souvent considéré comme la figure de proue du cinéma turc : Les Cahiers du cinéma le présente comme le réalisateur le plus représentatif et le plus connu de son pays. Son film Le Poirier sauvage (Ahlat Ağacı) est sélectionné en compétition officielle au Festival de Cannes 2018, mais il ne reçoit aucun prix malgré un accueil très positif de la presse. En 2023, son film Les Herbes sèches vaut à son actrice principale Merve Dizdar le Prix d'interprétation féminine du Festival de Cannes.

## Style
Son œuvre, exigeante et austère, décrit par petites touches impressionnistes la difficulté de vivre pleinement sa vie dans les sociétés modernes à travers la peinture des relations intimes et sociales, contaminées par le rapport de classes : la famille, l'amitié et bien sûr le couple, ce qui vaut au cinéaste des comparaisons avec Michelangelo Antonioni, voire Ingmar Bergman dans un registre toutefois beaucoup plus méditerranéen,,. Il est par ailleurs rapproché de Theo Angelopoulos,. Ceylan affirme également puiser son inspiration dans l'œuvre littéraire d'Anton Tchekhov et Henrik Ibsen. Winter Sleep (Kış Uykusu) transpose justement le canevas de trois nouvelles de Tchekhov dans la Turquie contemporaine. Le critique Jean-Michel Frodon souligne également sa capacité « à se déplacer à travers [son] pays pour en restituer, sans aucun folklore, les multiples facettes ». Producteur, scénariste, réalisateur, mais également monteur et chef opérateur de la plupart de ses films, Ceylan cultive une forme très personnelle d'auto-fiction cinématographique qui le rapproche d'auteurs tels que Woody Allen et Nanni Moretti.
Si une partie de la critique internationale admire son œuvre, l'autre reproche souvent au metteur en scène son extrême lenteur, son esthétisme, voire son académisme auteuriste,,,. C'est souvent la notion de durée qui rebute le spectateur dans les films de Ceylan qui privilégient les temps de latence, les moments de vide et d'attente, ainsi que la réduction de l'intrigue et des dialogues au strict minimum. Winter Sleep (Kış Uykusu) constitue toutefois une exception, car les dialogues se veulent plus longs, denses et littéraires qu'à l'accoutumée,. Le cinéaste filme au plus près la souffrance muette et indicible de ses personnages dans une esthétique contemplative et mélancolique,.